# 清水真澄 (都市計画家)
清水 真澄（しみず ますみ、1885年 - 1954年）は、高知県土佐郡河内街北門筋（現在の高知市永国寺町）出身で高知市役所に勤務した行政職員。
昭和初期から戦後復興期まで高知市役所で、高知市の都市計画、土木工事に対し都市計画創成期から戦後復興期まで20数年間携わった人物。高知市の土木部長や建設局長を務め、昭和の百々越前と呼ばれた。そして日本最初の沈下橋とされる柳原沈下橋の架橋を推進。

## 経歴

### 戦前
高知県立海南中学校を卒業して高知大林区署に勤務。4年後高知県庁に移り、土木課配属。高知公園の整備と五台山公園設立に携わり、技術を体得。1919年の都市計画法公布後、高知市にも都市計画調査委員会が設置された。以降適用指定で行政を進めるため、1924年1月に高知市土木課長に就任。市内の上下水道網整備、河川改修、橋梁架橋や総合運動場設置立案着工に辣腕を振るう。1941年8月に収入役、1942年5月に企画部長になるが、1943年に依願免職し、戦時体制下の民間軍需工場に勤務。

### 戦後
戦争で焼け野原になった高知の町の復興のため、終戦後の1945年8月27日付で高知市に復職。建設局長として高知市の戦災復興都市計画に着手し、翌年1946年12月に起きた南海大地震による震災復興も併せて担当。市街中央部を通る50メートル道路・電車通りの計画時には、片側4車線広復員道路にする復興都市計画を立案。現在の高知の街の姿をつくる。当時は広すぎると議会の大反対にあい、現在の片側3車線の幅に縮小。付設時では自宅に投石されるほどの反発をくらい、復興計画の激務で高血圧症を発症した。1949年に療養のため退職した。